# 小行星8242
小行星8242（英語：8242 Joshemery）是一颗围绕太阳公转的小行星。1975年9月30日，舒爾特·巴斯在帕洛马山发现了此天体。
这颗小行星的绝对星等为231.2652611534363等。